# Matthew Town
Matthew Town is de hoofdplaats van het eiland Great Inagua van de Bahama's en is genoemd naar George Matthew, de toenmalige gouverneur van de Bahama's (1844-1849), ten tijde van de stichting van de plaats.